# دحموني
دحموني مدينة و بلدية تابعة إقليميا إلى دائرة دحموني ولاية تيارت الجزائرية.

## وصلات أخرى
1. ↑  معلومات ولاية تيارت: دهموني. [وصلة مكسورة] نسخة محفوظة 23 أبريل 2015 على موقع واي باك مشين.
2. ↑  إحصـاء الديوان الوطنـي لبلديات تيارت 2008 نسخة محفوظة 03 أغسطس 2016 على موقع واي باك مشين.
3. ↑  GeoNames (بالإنجليزية), 2005, QID:Q830106